# Vancouver Nats
Vancouver Nats byl kanadský juniorský klub ledního hokeje, který sídlil ve Vancouveru v provincii Britská Kolumbie. V letech 1971–1973 působil v juniorské soutěži Western Canada Hockey League. Zanikl v roce 1977 přestěhováním do Kamloopsu, kde byl vytvořen tým Kamloops Chiefs. Své domácí zápasy odehrával v hale Pacific Coliseum s kapacitou 16 281 diváků..
Nejznámější hráči, kteří prošli týmem, byli např.: Bruce Greig, Brian Ogilvie nebo Barry Smith.

## Přehled ligové účasti
Zdroj: 
- 1971–1973: Western Canada Hockey League (Západní divize)